# Firmat
Firmat es una ciudad del departamento General López, provincia de Santa Fe, República Argentina. Se encuentra a la vera de la Ruta Nacional 33. Dista 110 km de Rosario, 60 km de Venado Tuerto y 270 km de la ciudad de Santa Fe. Es la capital provincial de la Maquinaria agrícola. Su ejido municipal se extiende también por el departamento Constitución.
Por la gran cantidad de fábricas relacionadas con el rubro agrícola, está considerada como una de las ciudades con mayor cantidad de industrias en proporción a la cantidad de habitantes en la provincia.

## Historia
- Con anterioridad a la construcción del ferrocarril, existía en el lugar la Posta de los Juárez, propiedad de don Fausto Juárez. Estaba ubicada en un solar a 200 m al este de las vías del actual ferrocarril y circundado por las actuales calles Godoy Cruz, Obligado, Roldán y Las Heras. Constaba de varios corrales, entre los cuales había uno «de palo a pique», utilizado para doma de potros, un pozo de agua, un imponente árbol de aguaribay y una vivienda; la cual servía como punto de parada, al servicio de diligencias (siendo su dueño Luis Terrarosa) junto a la cual se agruparon familias decididas a crear un asentamiento.
- 17 de octubre de 1881: el gobernador de la provincia, Simón de Iriondo, autoriza por ley al señor Carlos Casado del Alisal, la formación de una sociedad para construir y explotar un ferrocarril que uniera el puerto de Rosario con la Colonia Candelaria (actual Casilda), y luego a ésta con Colonia Iriondo (actual Arteaga) por un lado y con San Urbano (Melincué) por el otro. En esa época había cinco centros de población: Arteaga, Casilda, Melincué, San José de la Esquina y Teodelina.
- 2 de septiembre de 1882: se aprueban planos y traza del Ferrocarril Oeste Santafesino
- 4 de noviembre de 1882: se inaugura el primer tramo Rosario−Villa Casilda, saliendo el mismo por Av. Pellegrini, detrás del Colegio Nacional de Rosario, continuando por Pérez y luego Villa Casilda. Se continúa la obra en dos ramales, uno con meta Cruz Alta, en la provincia de Córdoba, el cual se realiza en dos etapas.
- 17 de mayo de 1887: queda terminada la primera etapa en San José de la Esquina.
- 6 de enero de 1888: segundo tramo a Cruz Alta. En este último tramo fueron proyectadas tres estaciones intermedias:
  - Villada, cuyo nombre se debe a que don Carlos Casado del Alisal había nacido en Villada (en Palencia, España),
  - Firmat, que toma este nombre como homenaje al ingeniero Ignacio Firmat (a la sazón director de la construcción y el mejor amigo del Sr. Casado del Alisal) y
  - Km. 78 [sic por «km 78»] (actual Durham).
- 1 de junio de 1888: se inicia la construcción de la estación de ferrocarril de Firmat, entre los parajes antiguamente conocidos, por: Los Mogotes, Sepulturas, Cañada del Ucle y de la Aguada (campos de la sucesión de Tomás Armstrong, que por herencia correspondieron al Dr. Carlos Dose y a la Sra. María Dose de Larriviere).
- 30 de agosto de 1888: termina la construcción de la estación. Con tal motivo se sirvió un asado, al cual concurrieron personal directivo de la empresa, invitados y obreros que intervinieron en la construcción. Don Carlos Casado del Alisal no concurrió por encontrarse de viaje en su país natal.
- 1889: a raíz del ferrocarril y de la estación Firmat, se efectúa el trazado del pueblo, que por tres años no creció, por diferencias entre la sucesión de Amstrong y la de Carlos Casado del Alisal. Solo existía el edificio de la estación, y en la misma un modesto restaurante, para asistencia de los viajeros y colonos, primer negocio establecido en estas tierras, gracias al valor empresario de Félix Estavillo, a su vez jefe de la estación.
- 1889 a 1891: surgen las primeras casas fuera del entonces radio urbano, por las causas mencionadas con anterioridad, las cuales pertenecían a Martín Lecumberry (conocida por La Quemada) y a Pablo Real.
- 1891: se comienza a construir dentro del pueblo.
- 1894 (20 de noviembre): se crea la comuna de Firmat.
- 1938: en reunión de vecinos, fue tomado como fecha de fundación el 30 de agosto de 1888 (fecha de inauguración de la estación de ferrocarril), dado que Firmat se fundó construyendo casas y radicando gente alrededor de la estación.
- El 12 de abril de 1962, por decreto 3925 del Poder Ejecutivo Provincial, Firmat fue declarada ciudad.

El 18 de ese mes, por decreto 4164 firmado por el gobernador Carlos Silvestre Begnis, fue designado Comisionado Municipal el señor Roque Vassalli, nombramiento que fue dejado sin efecto mediante decreto 4624 del 3 de mayo, firmado por el mismo gobernador, confirmándose como Comisionado Municipal Interino al Dr. Guillermo Milos, quien venía desempeñándose como Presidente Comunal desde el 27 de mayo de 1960.
Al transformarse en Municipalidad, cambia el régimen administrativo y forma de gobierno. Las autoridades se dividen en dos Cuerpos: uno Legislativo (Concejo Municipal) y otro Ejecutivo (intendente) elegidos directamente por el pueblo.
El 13 de septiembre de 1963, convocados por el Comisionado Interino Dr. Milos, se constituye por primera vez el Concejo Deliberante, con los concejales electos el 7 de julio de ese año, señores Roque Vassalli, Dr. Juan C. Bulgheroni, Marino Bianchi, Lorenzo Canutto y Alfredo Albert, quienes en el mismo acto eligen al industrial Roque Vassalli, por voto de la mayoría, como primer intendente municipal, quien asumiría dicho cargo el 12 de octubre de 1963.

## Empresas
Firmat es la sede de las tres plantas fabriles de Vassalli Fabril S.A., empresa líder en la fabricación de cosechadoras y maquinaria agrícola. Vassalli Fabril se estableció en Firmat en 1949 y a mediados de 2009 empleaba a 600 personas de manera directa.
Se destaca la gran proporción de profesionales universitarios por habitante, siendo un lugar fecundo para el desarrollo de nuevas empresas de vanguardia, tal 
como lo es Vassalli.

## Escudo de la ciudad
El escudo de la ciudad de Firmat fue diseñado por el artista local Norberto Luppi (1936–), quien resultó ganador del concurso público realizado el 28 de abril de 1963.

### Significado
- Por encima, un sol incaico estilizado de 8 rayos como fuente de fortaleza y vida.
- Más abajo, sobre un campo gris plata suave, un engranaje, que da movimiento a todas las cosas, una alegoría de bandera argentina terciada moviente y sobre cuyas terminales se distribuyen: la ganadería, representada por un vacuno; la industria, por una fóbrica; y el comercio, por el rostro del Mercurio, dios de esa actividad en la antigüedad.
- A la izquierda, laureles foliados estilizados, simbolizan la gloria.
- A la derecha, espigas de maíz y trigo estilizados, simbolizando la agricultura, principal fuente económica de la región.
- Abajo, una cinta celeste, une el pie de los laureles y de las espigas laterales en un punto inferior.
- Las inscripciones superior Municipalidad de Firmat e inferior provincia de Santa Fe dan su nombre y ubicación.

## Bandera de la ciudad
Autor: arquitecto Celedonio Risso.
La figura que domina el cuadro es una paloma, en vuelo, insinuada en sus formas elementales, por no requerir más detalles para su comprensión.
En el pico porta una espiga, y contiene diversos elementos que, encadenados, completan el espíritu ideográfico, detallado a continuación.
El fondo del paño es azul, por el cielo que surca, y como referencia a nuestra enseña nacional.
La figura principal es de color blanco-plata, asociado a su pacífico mensaje.
En el conocimiento, brilla el oro del saber, así como en la flor del futuro, y en la espiga, que representa en uno, a todos los cultivos. El arraigo histórico, del que provenimos, y el dinámico vector que de él nace y, pasando por el engranaje y las llamas del intelecto, culmina en el futuro, son del color del acero, por su fortaleza y tenacidad, virtudes también propias del trabajo. En una lectura muy profunda, el aire en que se mueve el ave, es el tiempo.
La paloma es emblema universal de la paz, pero también es Firmat, en un movimiento, y, como los pájaros, remontando vientos favorables, y luchando con los adversos.
En el interior, la cola, más cercana a la tierra, está surcada por las raíces de nuestra historia. De ese pasado nace una línea directriz que se proyecta a un porvenir brillante, representado por una flor, en la cabeza, el futuro, con su ojo azul aún mirando hacia adelante. En su transcurso, en el cuerpo, se insinúa una media corona, engranaje que se refiere al trabajo (industria, comercio), sobre el que se elevan dos llamas, por las alas, significando el desarrollo intelectual, el conocimiento, la educación. En el círculo central, del color del tiempo, se desarrollan los procesos sociales y políticos, las artes, los deportes, la vida de la comunidad. En su pico lleva una espiga, fruto de nuestro campo, producto del trabajo y el conocimiento, el alimento, pan nuestro y para los demás, la solidaridad.
Todo está dentro de la paloma, porque la paz es continente, resultado de los símbolos que porta, pero a la vez es condición para que ellos se realicen.
Fue intención de diseño transmitir, en su actitud, un espíritu de determinación, pues la paz será el fruto de una búsqueda decidida de la sociedad.
Es, en síntesis, una paloma a prevalecer por sobre la violencia.

## Monumento a la Ciudad
Erigido el día 30 de agosto de 1988, con motivo del centenario, es La ciudad simbolizada en el cuerpo de una mujer en posición de avance, con la vista dirigida hacia el ingreso al casco urbano, sin rostro, con fuertes piernas, en representación de la fuerza de un pueblo y al lema del centenario ("un siglo de raíces donde engendrar el mañana")
Se encuentra sostenida por las alas del comercio, el engranaje de la industria, apoyado todo esto sobre 4 pilares que representan el corral de la posta de Juárez, primer asentamiento poblacional, la espiga del trigo y la cabeza del ganado, toda la riqueza de la zona. Se accede al conjunto, por una escalinata de durmientes de madera, que representan las vías del ferrocarril que arriba a la región. En su basamento se encuentra depositado un mensaje para ser abierto en el bicentenario enviado por un alumno dirigido a otro del futuro. El autor es Horacio R. Guerra.
Otras obras del mismo autor: Monumento al Agricultor (donado a la ciudad por Agricultores Federados Argentinos SCL con motivo del centenario; Busto de Mariano Moreno, emplazado en la plaza homónima; Busto de Doña Emma Schena de Mazza en jardín N.º 40; Obras en hierro emplazadas en terminal de ómnibus, también en av. Rivadavia y av. cincuentenario

## Población
Cuenta con 20,584 habitantes (Indec, 2022), lo que representa un incremento del 3,35% frente a los 19,917 habitantes (Indec, 2010) del censo anterior.
| Gráfica de evolución demográfica de Firmat entre 1991 y 2022 |
|                                                              |
| Fuente: Censos nacionales del INDEC                          |

## Clima
El clima es considerado templado pampeano, lo que equivale a decir que las cuatro estaciones no son bien definidas. Sin embargo, esto no impide afirmar que hay una temporada lluviosa y calurosa desde noviembre a marzo (de 18 a 32 °C) y una fría entre junio y la primera mitad de agosto (de 5 a 16 °C) oscilando las temperaturas promedio anuales entre los 10 °C (mínima), y los 23 °C (máxima). Llueve más en verano que en invierno, con un volumen de precipitaciones total de entre 800 y 1300 mm al año (1038 mm).

## Deporte
La ciudad de Firmat se ha caracterizado siempre por tener una comunidad deportista muy activa.
Hay cuatro clubes importantes:
- Firmat Football Club: fundado el 11 de julio de  1907, que posee una rica historia, destacándose en varias ocasiones en baloncesto a nivel nacional, en 2007 cumplió 100 años,destacándose en un muy buen plantel de fútbol, actualmente tricampeón de la liga deportiva del sur. De este surgió el futbolista Javier Muñoz Mustafa. En baloncesto participa del TNA torneo nacional de ascenso. Además cuenta con muchas remodelaciones en estos últimos años como la del estadio de básquet adaptado para la liga A, con 2 amplias populares y una gran platea (cantidad de público aprox. 9000 sentadas), y a pronto de la construcción del nuevo estadio de fútbol con amplias tribunas locales y visitantes (capacidad aprox. 18500 sentadas), más el nuevo gimnasio de usos múltiples y salón de fiestas. Tiene distintas disciplinas como patín (campeonas mundiales 2007 y 2008 y campeonas nacionales en varias ocasiones), hockey, básquet, fútbol, gimnasia deportiva, acrobacia en telas, pelota paleta, tenis (6 canchas), básquet femenino, karate, artes marciales, natación, colonia de verano, terrenos para vacacionar en Villa Carlos Paz y El Talita (ambos en la provincia de Córdoba). Tuvo participación en la Liga A de Básquet en dos oportunidades, su mejor producción fue en la primera (4.º puesto).

- Club Atlético Argentino: fundado el 1 de agosto de 1922. Un gran rival clásico del Firmat Foot Ball Club. De este surgieron figuras consagradas del deporte nacional como el baloncestista Antonio Porta (ganador del bronce olímpico con la selección) y los futbolistas Walter Samuel, Jorge Pellegrini, Oscar Agonil, Mario Vanemerak. Jugó en la "A" en básquet y en fútbol. Cuenta con un predio de 33 ha denominado Villa Deportiva, donde se concentra las actividades deportivas como fútbol (4 canchas), tenis (3 canchas), rugby, motocross, cuatriciclos, y en verano posee una pileta de 160 m × 60 m con abundantes espacios verdes, quinchos, vestuarios. En las instalaciones del centro de la ciudad, se encuentra su sede social, con capacidad para 250 personas y un restaurante para 90 personas inaugurada en el año 2007, así mismo posee su estadio cerrado, en el que recientemente se inauguró la tribuna popular con capacidad para 800 personas sentadas, y el gimnasio n.º 2 para actividades deportivas menores. Actualmente, se está trabajando en la climatización del natatorio. Cabe destacar su actuación en el Torneo Nacional de Fútbol de Primera "A", en el año 1985, donde se enfrentó con Vélez Sársfield de la ciudad de Buenos Aires. En su partido que jugó como local ante esta institución, ingresaron al predio de la Villa Deportiva más de 10 000 espectadores.

- Club Fredrikksson
- Club "La Hermosa" (barrio La Hermosa).
- Club "Veinticinco de Mayo" (barrio Centro).
- Club "Nuevo Alberdi" (barrio Carlos Casado).
- Aeroclub Firmat
- Club Vélez Sársfield (barrio La Hermosa).

## Firmatenses destacados
- Wálter Samuel, vivió en su infancia en Firmat, nació en Laborde, Córdoba. Defensor de fútbol surgido de la cantera del Club Atlético Argentino de Firmat. Jugó en Newell's Old Boys, Boca Juniors, Roma, Real Madrid, Inter de Milán entre otros. Fue un defensor histórico de la Selección Argentina. Jugó el Mundial 2010. Fue premiado en 2010 como el mejor defensor de Europa.
- Juan Carlos Sarnari, futbolista surgido del Firmat Foot Ball Club. Fue un jugador que pasó por River Plate. Integró la Selección Argentina en el Mundial 1966.
- Antonio Porta, exbaloncestista profesional, surgido del Club Atlético Argentino destacándose en el básquetbol italiano durante muchos años. Jugó los Juegos Olímpicos de 2008, ganando la medalla de bronce con la selección de Sergio Hernández.
- Javier Muñoz Mustafá, exfutbolista, surgido del Firmat Foot Ball Club. Jugó en Rosario Central, Independiente de Avellaneda, Leganés FC, Levante (España) y clubes de México como Pachuca, León y Jaguares de Chiapas, entre otros. Disputó el mundial de clubes en 2008. Se retiró en Firmat Foot Ball Club, en 2018.
- Mario Vanemerak, exfutbolista, surgido de Vélez Sarsfield. Campeón con Millonarios en Colombia en 1987 y 1988. también jugó en Racing, Quilmes y Deportivo Quito. Como entrenador lo llevó a semifinales de Copa Sudamericana en 2007.
- Norberto Luppi, pintor.
- María de los Ángeles Sacnun, política, senadora nacional entre los años 2015 y 2021.
- José María Buljubasich, ex arquero de Club Atlético Rosario Central, Club Atlético River Plate y Club Deportivo Universidad Católica donde consiguió el récord de imbatibilidad del futbol chileno.
- Walter René Fernández (14 de julio de 1960, Firmat, Santa Fe, Argentina), exjugador de fútbol. Debutó en Rosario Central en 1979; luego actuó en Argentinos Juniors, Huracán de Chabás (Santa Fe), Atlético Ledesma (Jujuy), Defensores de Belgrano, Racing Club, Cruz Azul (México), Neuchatel Xamax (Suiza) y Universidad de Chile.

## Barrios
- Carlos Casado
- Carlos Dose
- Centenario
- Centro
- Fredriksson
- Islas Malvinas
- La Hermosa
- La Patria
- La Quemada
- Nadal
- Quintas del Sur
- Reactivación
- San Lorenzo

## Economía
La economía de esta ciudad se basa fuertemente en la agroindustria. Cabe agregar que la localidad es conocida como la "Capital Provincial de la Maquinaria Agrícola" debido a la gran cantidad de fábricas, talleres y comercios relacionados con la industria. La más conocida es Vassalli Fabril S. A. Sin embargo existe una fuerte proyección para pequeñas empresas que van surgiendo de a poco ajenas al campo y a la agroindustria.
La riqueza se concentra fuertemente sobre un pequeño sector terrateniente o productores relacionados con el campo. La clase obrera mayoritaria depende directa e indirectamente de industrias metalúrgicas muy ligadas al campo.